# Victorio
Victorio (de Bidu-ya, Beduiat) (Nou Mèxic, 1825-1880) fou un guerrer i cap tribal de la banda de Warm Springs de la divisió Tchihendeh (normalment anomenats chihende o mimbreños) dels apatxes en el que avui és l'estat de Nou Mèxic, Arizona, Texas i els estats mexicans de Sonora i Chihuahua.

## Biografia
Victorio va créixer en la banda chihenne. S'especula que ell o la seva banda tenia llaços de parentiu amb els navahos i era conegut entre els navahos com "el que mira el seu cavall". La germana de Victorio va ser la famosa dona guerrera Lozen, o "destra lladre de cavalls".
Va lluitar el 1855 amb Mangas Coloradas, i el 1862 amb Cochise a Apache Pass. El 1872, es va moure amb la seva tribu a la reserva de Tularosa, però el 1877 foren obligats a marxar a la reserva de San Carlos. Per això, el 1879 s'escaparen i s'establiren a les Black Range, però l'agost del 1880 l'exèrcit els obligà a fugir a Mèxic, on va morir lluitant contra l'exèrcit mexicà.
El 1853, era considerat cap o subcap per l'exèrcit dels Estats Units i va signar un document. Amb vint anys, va cavalcar amb el gran Mangas Coloradas, líder de la banda Coppermine del poble Tchihendeh i principal líder de tota la divisió apatxe Tchihendeh (que el va acollir com a gendre), i de Cuchillo Negro, líder de la banda Warm Springs dels Tchihendeh i segon principal líder de tota la divisió apatxe Tchihendeh, així com ho va fer Nana, Delgadito, Cochise, Juh, Gerónimo i altres líders apatxes. Com era costum, es va convertir en el líder d'un gran grup mixt de mimbreños i mescaleros (dirigit pel seu amic -i, probablement cunyat, com a espòs de l'altra filla de Mangas Coloradas, Cochise- Caballero), i va lluitar contra l'exèrcit dels Estats Units. De 1870 a 1880, Victorio i la seva banda van ser traslladats i van abandonar almenys tres reserves diferents, algunes més d'una vegada, tot i la petició de la seva banda de viure en les terres tradicionals. La reserva Ojo Caliente es trobava en el seu territori tradicional, prop de l'actual Dusty (Nou Mèxic).
Victorio i la seva banda foren traslladats a la reserva índia de San Carlos al territori d'Arizona el 1877. Ell i els seus seguidors havien deixat la reserva dues vegades abans, però van tornar només per deixar-la definitivament a finals d'agost de 1879 quan va començar la Guerra de Victorio. Victorio va tenir èxit en incursions i evadí la captura per l'exèrcit, va guanyar una participació significativa al canyó las Almas el 18 de setembre de 1879.
L'abril de 1880, fou atribuït a Victorio el lideratge de la massacre d'Alma, una incursió a les llars de colons estatunidencs al voltant d'Alma (Nou Mèxic), que va acabar amb la mort d'alguns colons. Els guerrers de Victorio van ser finalment expulsats amb l'arribada dels soldats nord-americans del fort Bayard. No obstant això, Victorio continuà la seva campanya amb l'atac a fort Tularosa.
L'octubre de 1880, mentre es movia al llarg del riu Grande al nord de Mèxic, Victorio i la seva banda foren envoltats i assassinats per soldats de l'exèrcit mexicà del coronel Joaquin Terrazas a les muntanyes Tres Castillos (29° 58′ 00″ N, 105° 47′ 00″ O / 29.96667°N,105.78333°O), a l'estat mexicà de Chihuahua. Algunes dones i nenes escaparen, però foren enviats amb Gerónimo a Florida, Alabama i Oklahoma.